# Marquesado de Monistrol de Noya

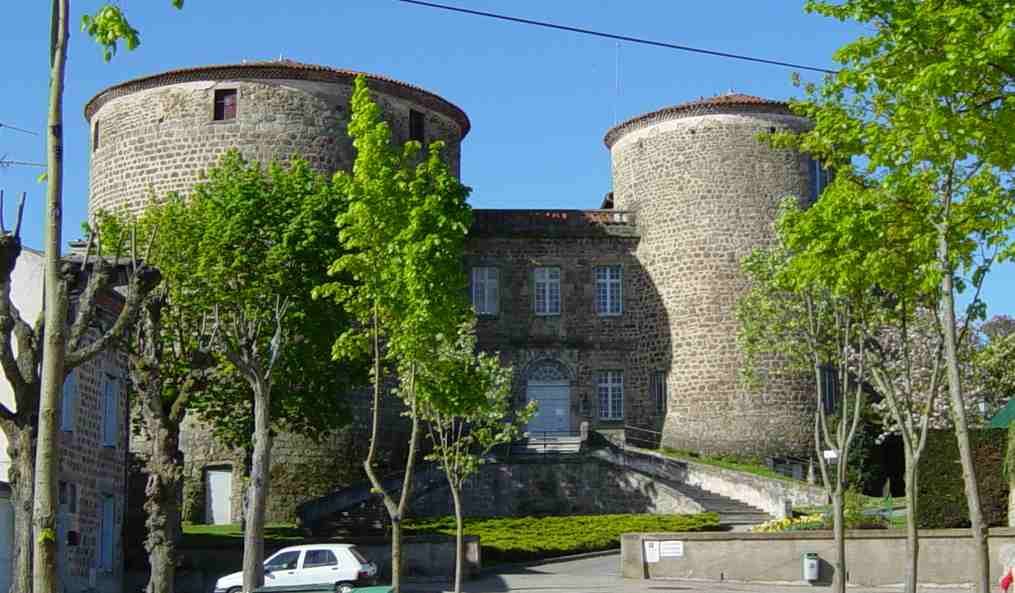
Castillo de Monistrol, que da denominación al Marquesado de Monistrol de Noya.

El marquesado de Monistrol de Noya es un título nobiliario español creado por el rey Carlos IV de España, el 4 de julio de 1796, a favor de Francisco de Paula de Dusay y de Mari (1758-1825), con la denominación inicial de marqués de Dusay, que se cambió por la actual. 
Este título nobiliario se creó para distinguir a la familia Dusay (o Usall), ilustre familia catalana que tuvo como miembros, en el siglo XII, a Ramón Dusay, obispo de Gerona; y en el siglo XIII a Eymeric de Usall, embajador y familiar del rey; y otros que ejercieron importantes responsabilidades, tales como: veguer, virrey de Cerdeña, Diputado general de Cataluña, o Conseller en cap de Barcelona.
El primer marqués, Francisco de Paula de Dusay y de Mari (1758-1825), era químico. Estuvo 35 años vinculado a la Real Academia de Ciencias y Artes de Barcelona, primero como secretario general (1789-1804) y luego vicepresidente (1820-1824). Presentó estudios sobre la metalúrgia (1787), el platino (1788), sobre el arte del vidrio (1792) y sobre el académico y artista Juan González (1800). También fue concejal de Barcelona (1796). Su padre era Francisco Félix de Dusay y de Fivaller.
El actual titular, desde 1982, es Alfonso Escrivá de Romaní y Mora, VII marqués de Monistrol de Noya, XVIII conde de Sástago con Grandeza de España, y XVIII barón de Beniparrell.

## Marqueses de Monistrol de Noya
|                        | Titular                                          | Periodo                |
| Creación por Carlos IV | Creación por Carlos IV                           | Creación por Carlos IV |
| ---------------------- | ------------------------------------------------ | ---------------------- |
| I                      | Francisco de Paula de Dusay y de Mari            | 1796-1824              |
| II                     | Francisca de Dusay y de Fivaller                 | 1850-1854              |
| III                    | José María Escrivá de Romaní y Dusay             | 1856-1890              |
| IV                     | Joaquín Escrivá de Romaní y Fernández de Córdoba | 1891-1897              |
| V                      | Luis Beltrán Escrivá de Romaní y Sentmenat       | 1898-1977              |
| VI                     | Ildefonso o Alfonso Escrivá de Romaní y Patiño   | 1978-1982              |
| VII                    | Alfonso Escrivá de Romaní y Mora                 | 1982-actual titular    |

## Historia de los marqueses de Monistrol de Noya
- Francisco de Paula de Dusay y de Mari (1758-1824), I marqués de Dusay (cambio posterior de denominación a: I marqués de Monistrol de Noya).

1. Casó con Monserrat de Fivaller y Rubí, hija de los señores de Margalef y Almenara Alta.

Le sucedió, el 20 de febrero de 1850, su hija:
- Francisca de Dusay y de Fivaller (1802-1854), II marqués de Monistrol de Noya y marquesa de San Dionís.

1. Casó con Joaquín Escrivá de Romaní y Taverner, Camprodón y González de La Cámara (1793-1850), marqués de San Dionís, XIII barón de Beniparrell.

Le sucedió, el 14 de agosto de 1856, su hijo:
- José María Escrivá de Romaní y Dusay (1825-1890), III marqués de Monistrol de Noya, XIV barón de Beniparrell, marqués de San Dionís. Senador del Reino vitalicio, gran cruz y collar de la Orden de Carlos III, miembro de la Real Maestranza de Valencia, concejal y teniente alcalde del Ayuntamiento de Barcelona.

1. Casó, en Madrid, el 20 de julio de 1857, con María Antonia Fernández de Córdoba y Bernaldo de Quirós (n.1833), XV condesa de Sastago.

Le sucedió, 5 de enero de 1891:
- Joaquín Escrivá de Romaní y Fernández de Córdoba (1858-1897), IV marqués de Monistrol de Noya, VII marqués de Aguilar de Ebro,  marqués de San Dionís, XV barón de Beniparrell. Diputado a Cortes, Gentil hombre de cámara, presidente del Instituto Agrícola Catalán de San Isidro.

1. Casó, en Barcelona, el 30 de junio de 1883, con María del Pilar de Sentmenat y Patiño, Osorio y Queralt (n.1860), I condesa de Alcubierre y grande de España.

Le sucedió, 17 de agosto de 1898, su hijo:
- Luis Beltrán Escrivá de Romaní y Sentmenat (1888-1977), V marqués de Monistrol de Noya, VIII marqués de Aguilar de Ebro, XVI conde de Sastago, VIII conde de Glimes, IX marqués de Peñalba, XVI barón de Beniparrell, dos veces grande de España.

1. Casó, en Madrid, el 10 de enero de 1913, con Josefa Patiño y Fernández-Durán (n.1880).

Le sucedió, 14 de junio de 1978 (R.O), su hijo:
- Ildefonso o Alfonso Escrivá de Romaní y Patiño (1918-1983), VI marqués de Monistrol de Noya, IX marqués de Aguilar de Ebro, XVII conde de Sastago, grande de España, X marqués de Peñalba, XVII barón de Beniparrell.

1. Casó con María de las Nieves de Mora y Aragón.

Le sucedió, 18 de octubre de 1982, su hijo:
- Alfonso Escrivá de Romaní y Mora, VII marqués de Monistrol de Noya, XVIII conde de Sástago con Grandeza de España, y XVIII barón de Beniparrell.

1. Casó en primeras nupcias con Isabel de Miguel Anasagasti Alonso López-Sallaberry.
2. Casó en segundas nupcias, el 2 de febrero de 1988, con Patrice Rutl Verhaaren (n.1954).

Actual titular.